# 瓦爾加約克省
6°40′48″S 78°31′48″W / 6.68000°S 78.53000°W
瓦爾加約克省（西班牙語：Provincia de Hualgayoc），是秘魯的省份，位於該國北部卡哈馬卡大區，首府是班巴馬卡，始建於1870年8月24日，面積777平方公里，海拔高度2,526米，2005年人口94,076，人口密度每平方公里121.04人。

## 外部連結
- （西班牙文） www.munibambamarca.gob.pe （页面存档备份，存于） Official province web site